# Basilio (cantante)
Basilio Antonio Fergus Alexander (Ciudad de Panamá, 13 de octubre de 1947-Miami, 11 de octubre de 2009), conocido como Basilio, fue un cantautor y músico panameño.

## Biografía y carrera
Desarrolló su carrera artística en España luego de haber ido a estudiar medicina a Francia. En 1972 consiguió el segundo premio en la primera edición del Festival OTI representando a Panamá con la canción Oh, Señor.   
Sus canciones más conocidas son Ve con él, Vivir lo nuestro, Tierras lejanas, Tú ni te imaginas, Demasiado amor, Costumbres, Tanto tanto amor, Cisne cuello negro, Me estoy muriendo por dentro y Te llevaré una rosa, entre otros, que han sido cantadas y tocadas en todo estilo de género musical como la balada y el pop. Mientras estuvo en Panamá logra componer la canción Como tú y Tú ni te imaginas.
En mayo de 2008 tuvo un ataque cerebrovascular al llegar a Cali (Colombia) como parte de una gira de conciertos junto a otros artistas.
También en los últimos años se desempeñó como cónsul de Panamá en la ciudad de Cartagena de Indias, Colombia.

## Vida personal
Estuvo casado con Patricia Sterling, con quien tuvo cuatro hijos: Shara Nicole Fergus, Krystal Anne Fergus, Michael Alexis Fergus, y Brandon Fergus.

### Muerte
El 11 de octubre de 2009, Basilio falleció en su casa de Miami a los 61 años de edad, a causa de una bronconeumonía.

## Discografía
- 1970 - Basilio
- 1971 - Basilio
- 1973 - Basilio
- 1973 - Sueño Cosas Hermosas
- 1975 - Basilio
- 1976 - Basilio
- 1977 - Demasiado Amor
- 1980 - Basilio
- 1981 - Basilio
- 1983 - Basilio
- 1984 - Tanto Tanto Amor
- 1986 - Será Que Estoy Soñando
- 1991 - Si Te Hubiera Conocido Ayer

## Sencillos y promocionales
- 1969 No digas adiós / El primer amor
- 1970 El tiempo vuela / Jamás la olvidaré
- 1970 No volveré a estar enamorado / Tal vez mañana
- 1971 Esta tierra  te doy / La vida es así
- 1971 Tierras lejanas / No volveré a a amar
- 1971 Alguien / Loving feelin'
- 1972 Ve con él / Vivo sólo para ti
- 1972 Say no more / Shades of blue
- 1973 Hoy / No debes ser así
- 1973 No te puedo querer más / Luz oculta
- 1973 Hoy / El amor en tu mirada
- 1974 Seguiré, seguiré
- 1974 Sólo tu amor / Un minuto más
- 1975 Sueño cosas hermosas / Poder reír, poder soñar
- 1977 Cisne cuello negro /Esto es amor
- 1978 La Gioconda / Demasiado amor
- 1978 Ven conmigo / Esto es amor
- 1980 Te quiero de verdad / Si me dejas ahora
- 1981 Quiero que elijas el lugar /Se me secó la piel
- 1983 Como tú / Tú ni te imaginas
- 1983 Quién
- 1984 Tanto, tanto amor
- 1985 El amor nos cerró la puerta
- 1985 Te amo tanto
- 1986 Será que estoy soñando / Dime como te olvido ahora
- 1987 Emocional
- 1987 Vivir lo nuestro / Sólo tú y yo
- 1989 Amigo
- 1991 Costumbres
- 1991 Si te hubiera conocido ayer
- 1996 Escucha mi corazón